# Hillary Seitz
Pour les articles homonymes, voir Seitz.
Hillary Seitz est une scénariste américaine.

## Filmographie

### Cinéma
Scénariste
- 2002 : Insomnia
- 2008 : L'Œil du mal

## Distinctions
Nominations
- Saturn Award :
  - Saturn Award du meilleur scénario 2003 (Insomnia)
- Prix Edgar-Allan-Poe :
  - Meilleur film 2003  (Insomnia)